# Rismyrtjärnen, Norrbotten
Rismyrtjärnen är en sjö i Piteå kommun i Norrbotten och ingår i Lillpiteälvens huvudavrinningsområde. Sjön är 4,3 meter djup, har en yta på 0,101 kvadratkilometer och befinner sig 198,1 meter över havet.

## Delavrinningsområde
Rismyrtjärnen ingår i det delavrinningsområde (727239-173009) som SMHI kallar för Utloppet av Daltjärnen. Medelhöjden är 217 meter över havet och ytan är 3,92 kvadratkilometer. Räknas de 2 avrinningsområdena uppströms in blir den ackumulerade arean 16,6 kvadratkilometer. Keupån (Krokabäcken) som avvattnar avrinningsområdet har biflödesordning 2, vilket innebär att vattnet flödar genom totalt 2 vattendrag innan det når havet efter 33 kilometer. Avrinningsområdet består mestadels av skog (76 procent) och sankmarker (12 procent). Avrinningsområdet har 0,12 kvadratkilometer vattenytor vilket ger det en sjöprocent på 3 procent.